# Алексашин, Юрий Васильевич
Ю́рий Васи́льевич Алекса́шин (род. 29 октября 1941, Николаевск-на-Амуре, Хабаровский край) — советский легкоатлет, специалист по бегу на средние и длинные дистанции. Выступал за сборную СССР по лёгкой атлетике в 1970-х годах, обладатель серебряной и бронзовой медалей чемпионатов Европы в помещении, победитель и призёр первенств всесоюзного значения. Представлял Москву и спортивное общество «Буревестник». Мастер спорта СССР международного класса.

## Биография
Юрий Алексашин родился 29 октября 1941 года в Николаевске-на-Амуре, Хабаровский край.
Начал заниматься лёгкой атлетикой в 1958 году, проходил подготовку в Москве под руководством тренера М. Г. Срыбник, выступал за добровольное спортивное общество «Буревестник». По профессии — инженер-механик.
Первого серьёзного успеха на всесоюзном уровне добился в сезоне 1968 года, когда на чемпионате СССР в Цахкадзоре стал бронзовым призёром в беге на 5000 метров.
В 1969 году выиграл серебряную медаль в забеге на 8 км на чемпионате СССР по кроссу в Кисловодске.
В 1970 году вновь получил серебро в дисциплине 8 км на чемпионате СССР по кроссу в Кисловодске, также стал серебряным призёром в беге на 5000 метров на чемпионате СССР в Минске.
В 1971 году в дисциплине 3000 метров одержал победу на зимнем чемпионате СССР в Москве и с личным рекордом 8:01.2 взял бронзу на чемпионате Европы в помещении в Софии. На кроссовом чемпионате СССР в Ессентуках добавил в послужной список ещё одну серебряную награду.
На чемпионате Европы в помещении 1972 года в Гренобле стал серебряным призёром в беге на 3000 метров, уступив только своему соотечественнику Юрису Грустыньшу.
В 1973 году выиграл серебряную медаль на чемпионате СССР по кроссу в Евпатории, превзошёл всех соперников в беге на 5000 метров на чемпионате СССР в Москве.
Завершил спортивную карьеру по окончании сезона 1976 года.
За выдающиеся спортивные достижения удостоен почётного звания «Мастер спорта СССР международного класса».